# Globo ocular transparente

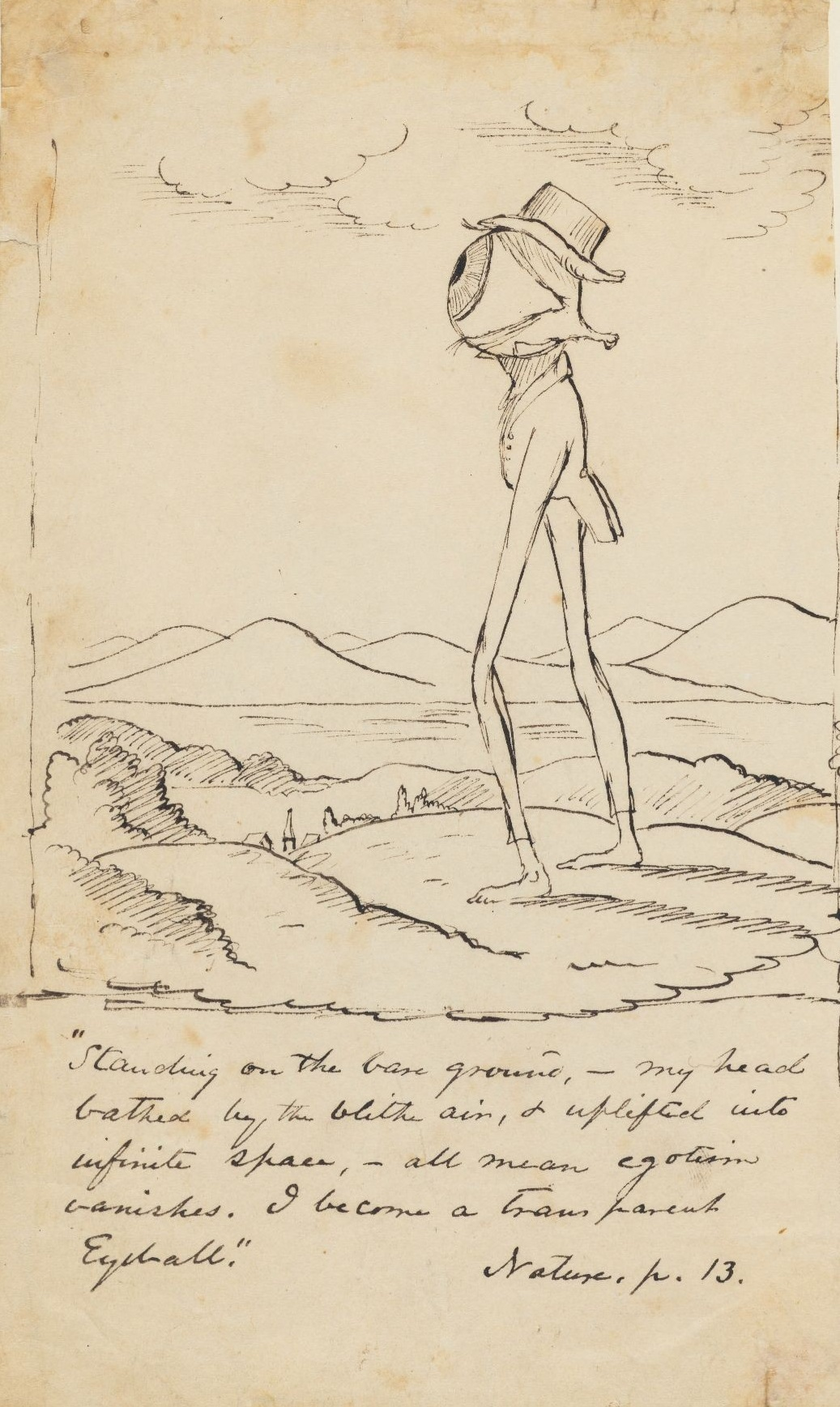
"Globo ocular transparente" ilustrado por Christopher Pearse Cranch, ca. 1836-1838

El Globo ocular transparente es una metáfora filosófica originada por Ralph Waldo Emerson. El globo ocular transparente es una representación de un ojo que es absorbente en lugar de reflectante y, por lo tanto, absorbe todo lo que la naturaleza tiene para ofrecer. Emerson tiene la intención de que el individuo se vuelva uno con la naturaleza, y el globo ocular transparente es una herramienta para hacerlo. En el ensayo   Nature, Emerson explica que el significado detrás del globo ocular transparente es similar al punto de vista científico de la Biblia.

## Descripción general
La idea del globo ocular transparente apareció por primera vez en el ensayo de Ralph Waldo Emerson, " Nature", publicado en 1836. En este ensayo, Emerson describe la naturaleza como la experiencia más cercana a experimentar la presencia de Dios. Para apreciar verdaderamente la naturaleza, no solo hay que mirarla y admirarla, sino también poder sentir cómo se apodera de los sentidos. Este proceso requiere absoluta "soledad, un hombre necesita retirarse tanto de su cámara como de la sociedad" a lugares deshabitados como los bosques donde:

(...) volvemos a la razón y la fe. Allí siento que nada puede sucederme en la vida, ninguna desgracia, ninguna calamidad (dejándome los ojos) que la naturaleza no pueda reparar. De pie en el suelo desnudo, con la cabeza bañada por el aire alegre y levantada en espacios infinitos, todo egoísmo mezquino se desvanece. Me convierto en un globo ocular transparente; No soy nada; Lo veo todo; las corrientes del Ser Universal circulan por mí; Soy parte o partícula de Dios.

Sin embargo, sólo "unas pocas personas adultas pueden ver la naturaleza". Para la mayoría de la gente, ver es superficial. Es la luz que ilumina el ojo y revela lo que es físicamente evidente en contraposición al sol "brilla en el ojo y el corazón del niño". "Emerson sostiene que la visión exterior e interior se fusionan para revelar símbolos en el paisaje natural. Debido a la correspondencia radical entre las cosas visibles y los pensamientos humanos, los hechos naturales sirven como símbolos de los hechos espirituales, por lo que el mundo natural es una alegoría perpetua del espíritu humano: una alegoría a la que da acceso el ojo".
"Hola: en medio de la naturaleza salvaje, el yo se vuelve uno con el ser y con dios; cesan la diferenciación, la alienación y la lucha".
"Para Emerson, cada objeto visto correctamente desbloquea una nueva facultad del alma y, mientras valora ardientemente el potencial del ojo físico para ver de una manera que descubre el significado simbólico, su imagen metafórica más memorable para tal potencial, el globo ocular transparente, postula una visión donde el ojo se desprende de su cuerpo y el "egoísmo", fusionándose con lo que ve. Es dentro de este estado transparente e incorpóreo de unión total con la naturaleza donde Emerson afirma: "No soy nada; Lo veo todo. El "todo" al que Emerson busca acceder no es simplemente la armonía con la naturaleza o incluso el conocimiento, sino la percepción de una unidad profunda entre el espíritu humano y el mundo natural."

## Origen
Emerson asistió a la Harvard Divinity School en 1825, y en 1826, había solicitado una licencia para predicar en la Asociación de Ministros de Middlesex. Para 1832, Emerson dejó el ministerio cristiano pero continuó creyendo en Dios. Sin embargo, sostuvo que Dios revela su grandeza no solo en las Escrituras, sino también a través de la naturaleza. “La lectura científica de Emerson poco después de dejar el ministerio fue su esfuerzo por interpretar el libro natural de Dios. A medida que Emerson se interesó cada vez más en la ciencia, finalmente llegó a creer que la naturaleza, no las escrituras, era el lugar de la revelación. Su deseo de convertirse en naturalista estaba íntimamente relacionado con su anhelo de escribir una nueva Biblia de la revelación de Dios en la naturaleza.”
Algunos eruditos creen que el pasaje del "globo ocular transparente" es un eco de la Biblia. “En la naturaleza, Emerson se presenta a sí mismo como un nuevo profeta de la naturaleza, creyendo con Goethe que la visión profética surge solo en un experimento lento". La visión surge de la observación de la naturaleza, donde, como escribe en Nature, "todas las cosas son morales; y en sus cambios ilimitados tienen una referencia incesante a la naturaleza espiritual". El ensayo puede considerarse como el intento de Emerson de convertir la naturaleza misma en una biblia. En este sentido, uno no necesita pasar los domingos en la iglesia, sino simplemente retirarse al "bosque" y dejar que la naturaleza habite en su conciencia. “La reconstrucción de la religión en la naturaleza de Emerson funciona en varias direcciones. Primero, hay un innegable romanticismo al  naturalismo en sus escritos. Uno puede y debe salir a la naturaleza, a los campos y bosques y renovarse. De ello se desprende, entonces, que la religiosidad de Emerson puede leerse como natural y no sobrenatural, lo que puede explicar su centralidad en una tradición de artes y letras que data de su ruptura decisiva con la religión organizada". La importancia de este cambio resultó en el papel paradigmático de Emerson para trascendentalismo. “Los trascendentalistas creen que encontrar a Dios no dependía del ejercicio sensible de la virtud de los ortodoxos ni de los unitarios, sino del esfuerzo interior de uno hacia la comunión espiritual con el espíritu divino”.

## Aplicación

### En fotografía
Walker Evans fue un fotógrafo estadounidense de renombre, conocido por su proceso visionario de alinear "la fotografía con el deseo original de Emerson de absorber y ser absorbido por la naturaleza, para convertirse en un ojo transparente en lugar de simplemente reflectante". Walker pasó su carrera durante la Gran Depresión tratando de capturar imágenes que serían una representación en el espejo de los estadounidenses rodeados por la naturaleza y los objetos hechos por el hombre que existían en total armonía.
La descripción de Emerson del "globo ocular transparente" funciona como una metáfora de la capacidad del artista para discernir la naturaleza esencial de los objetos y como una forma de enfatizar que lo trascendental no es informe. El "globo ocular transparente" refleja los detalles de la naturaleza, de manera muy similar a como lo expone una lente de cámara; y en el proceso que ilumina los hechos "reveladores, desnudos y sin alivio". El globo ocular transparente se trata de capturar y ser parte de toda la naturaleza y su movimiento. La cámara funciona de la misma forma. La cámara expone / ilumina toda la naturaleza en una sola instantánea con más detalles y visibilidad de la naturaleza que no se puede captar a simple vista.

Así como la naturaleza debe experimentarse visualmente para que brille su verdadero significado, el ojo fotográfico debe estar presente para capturar la imagen. Al contrario de lo que podría pensarse, el "globo ocular transparente" no es una entidad que flota libremente, sino un vínculo necesario entre el observador y el paisaje que lo rodea.

Para experimentar y apreciar la naturaleza visualmente, como deseaba Emerson, a través de un estado transparente, un individuo tiene que verla. Esto es similar a la cámara. Para fotografiar una imagen, el individuo primero debe ver la escena y luego capturar lo que ve. Por lo tanto, el "globo ocular transparente" no está libre de restricciones, sino que es una herramienta que el individuo necesita para convertirse en uno con la naturaleza. Sin embargo, no debe entenderse que "Emerson no creía en una unidad fundamental impulsada por Dios subyacente al flujo mundano, sino que el papel del arte era proporcionar una idea de esa unidad".

### En literatura
Según Amy Hungerford, la influencia y el uso del globo ocular transparente en la novela  Housekeeping de la autora ganadora del Pulitzer Prize Marilynne Robinson es palpable. Hungerford sostiene que la protagonista de Robinson, Ruth, narra desde la perspectiva del globo ocular transparente.

## Críticas
Annie Dillard, una crítica prominente del trascendentalismo, sugiere un tipo de observador bastante diferente: uno consciente de su propia encarnación, de una "particularidad" en el espacio y el tiempo, de subjetividad, de la constructividad, la "falsedad" de la visión. La visión de Dillard es diferente a la de Emerson porque es consciente de su presencia, por lo que puede prestar atención a la "falsedad" de la visión. En este sentido, es más seguro no alcanzar ni aspirar al ideal del globo ocular transparente, porque la visión es limitada y no se debe “acechar la verdad” de los lugares donde podría verse.

## Otras lecturas
- Christopher Cranch (2001). «The Transparent Eyeball. Houghton Library, Harvard University, Cambridge, Mass.». Journal. Harvard College Library. Consultado el 13 de abril de 2011.
- Dallas B. Weibe (1982). «Transparent Eye-Ball and Other Stories». Book (Burning Deck Press). ISBN 9780930900922.
- Hisayo Ogushi. «'Evolution of the Transparent Eyeball': The reappearance of the imaginative self in Jim Dodge's 'Stone Jackson'». Journal. Keio University Library. Archivado desde el original el 22 de marzo de 2012. Consultado el 13 de abril de 2011.
- Eveleth, Lois M. (2008). «Emerson's Transparent Eyeball». Faculty and Staff - Articles & Papers. Paper 6. Salve Regina University. Consultado el 13 de abril de 2011.
- Erik Lounsbury (March 2001). «Transforming A Transparent Eyeball (Technology Information):Customer Interaction Solutions». Technology Marketing Corporation: March. Technology Marketing Corporation. Consultado el 13 de abril de 2011.
- Christopher Cranch (2001). «The Transparent Eyeball». Mars Mushrooms Music Album. Harvard College Library. Consultado el 13 de abril de 2011.
- Christopher Cranch (2004). «The Transparent Eyeball. Houghton Library, Harvard University, Cambridge, Mass.». Journal. Consultado el 13 de abril de 2011.
- Dallas B. Weibe. (1982). «Transparent Eye-Ball and Other Stories.». Book (Burning Deck Press). ISBN 9780930900922.
- Erik Lounsbury (March 2001). «Transforming A Transparent Eyeball (Technology Information):Customer Interaction Solutions». Technology Marketing Corporation: March. Technology Marketing Corporation. Consultado el 13 de abril de 2011.

- Datos: Q7834795